# مسجد عثمان بن عفان (المدينة المنورة)
مسجد عثمان بن عفان، يعتبر من المساجد الواقعة في الجهة الجنوبية من المسجد النبوي.

## موقع المسجد
يقع جنوب المسجد النبوي، ويبعد عن باب السلام بمسافة 425م، وعن مسجد الغمامة 322م، وهو على يمين الداخل في نفق المناخة عن طريق الأمير عبد المحسن بن عبد العزيز، وتُقدر مساحته 520، وقد يتبادر إلى الأذهان أن من قام بانشائه الخليفة عثمان بن عفان، ولكن من قام بإنشائه الشيخ صدقة حسن خاشقجي في العقد الأول من القرن الخامس عشر الهجري وتسليمه لإدارة الأوقاف والمساجد لتقوم بخدمته.

## سبب التسمية
سمي بمسجد عثمان لقرب وقوعه من مساجد المصلى، ومنها مسجد أبي بكر الصديق، ومسجد علي بن أبي طالب، وسمي بهذا الاسم إكمالاً لأسماء الخلفاء الأربعة، وقد ذكرهُ إبراهيم رفعت بقوله:«أنه في شماليه مسجد يعرف بمسجد علي، والذي بجواره مسجد عثمان» كما ذكرهُ علي بن موسى في رحلته سنة 1303هـ/1885م قائلاً:«وداخل القلعة السلطانية مسجد لسيدنا عثمان بن عفان رضي الله عنه» وذكرهُ الخياري المتوفى 1380هـ وأورد صورته، ولما أُعيد بناء المسجد التاجوري نقلاً عن مكانه أُطلق عليه مسجد عثمان ذي النورين إحياءً لذكرى المسجد القديم الذي كان داخل القلعة بباب الشامي.

## انظر ايضاً
- المدينة المنورة
- قائمة مساجد المدينة المنورة التاريخية
- مسجد عمر بن الخطاب (المدينة المنورة)
- مسجد بني عبد الأشهل
- مسجد قباء
- مسجد القبلتين
- مسجد الإجابة
- مسجد الراية

## وصلات خارجية
- تعرف أكثر على مساجد المدينة المنورة